# Церфалију
Церфалију (итал. Zerfaliu) је насеље у Италији у округу Ористано, региону Сардинија.
Према процени из 2011. у насељу је живело 1125 становника. Насеље се налази на надморској висини од 19 м.

## Становништво
Према резултатима пописа становништва 2011. у општини је живело 1.172 становника.
| 1931. | 1936. | 1951. | 1961. | 1971. | 1981. | 1991. | 2001. | 2011. |
| ----- | ----- | ----- | ----- | ----- | ----- | ----- | ----- | ----- |
| 787   | 864   | 1.004 | 1.089 | 1.125 | 1.152 | 1.196 | 1.157 | 1.172 |